# ماشادو د آسیس
ژواکیم ماریا ماشادو د آسیس (به پرتغالی: Joaquim Maria Machado de Assis) (زاده ۲۱ ژوئن ۱۸۳۹ – درگذشته ۲۹ سپتامبر ۱۹۰۸) که با نام ماشادو د آسیس شناخته شده‌است، نویسنده، شاعر، نمایشنامه‌نویس و نویسنده داستان کوتاه بود. او به عنوان بزرگترین نویسندهٔ ادبیات برزیل شناخته شده‌است، هر چند در زمان حیات به محبوبیت گسترده‌ای خارج از مرزهای برزیل دست نیافت. او به زبان‌های فرانسه، انگلیسی و آلمانی تسلط داشت و در اواخر عمر زبان یونانی را نیز آموخت. آثار وی تأثیر بسزایی در ادبیات برزیل در مدارس و دانشگاه‌ها در اواخر قرن نوزدهم و اوایل قرن بیستم داشته‌است. از جمله تحسین‌کنندگان وی می‌توان ژوزه ساراماگو، کارلوس فوئنتس، وودی آلن، سوزان زونتاگ و هارولد بلوم را نام برد.

## زندگی
ژواکیم ماشادو د آسیس به سال ۱۸۳۹ در ریودوژانیرو زاده شد. پدرش مولاتویی نقاش ساختمان بود و مادرش رختشوی و از کشور پرتغال. وی زبان لاتین را در همین سال‌ها از کشیشی آموخت. مادر ماشادو وقتی او ده ساله بود از دنیا رفت و او به همراه پدرش به سنت کیتس نقل مکان کرد. پدرش در سال ۱۸۵۴ با زنی مولاتویی ازدواج کرد. در همین سال‌ها د آسیس زبان فرانسه را نیز از نانوایی فرانسوی آموخت.
نخستین شعر ماشادو با نام «او» وقتی او پانزده ساله بود در روزنامه مارموتا فلومینس به چاپ رسید. او کار در دنیای نوشتار و چاپ را با حروفچینی و تصحیح نمونه‌های چاپی آغاز کرد و پس از آن نویسنده ستون حوادث در روزنامه‌ها شد. پس از دوستی با خوزه دِ آلنکار، نویسنده، از او انگلیسی آموخت و به این ترتیب با ادبیات انگلیسی مانند شکسپیر، لرد بایرون و جاناتان سوئیفت آشنا شد. او شیفته شکسپیر بود و می‌گفت «او به زبان جان می‌نویسد». آشنایی با ادبیات انگلستان بر تغییر گرایش ادبی ماشادو د آسیس تأثیر بسزایی داشت.

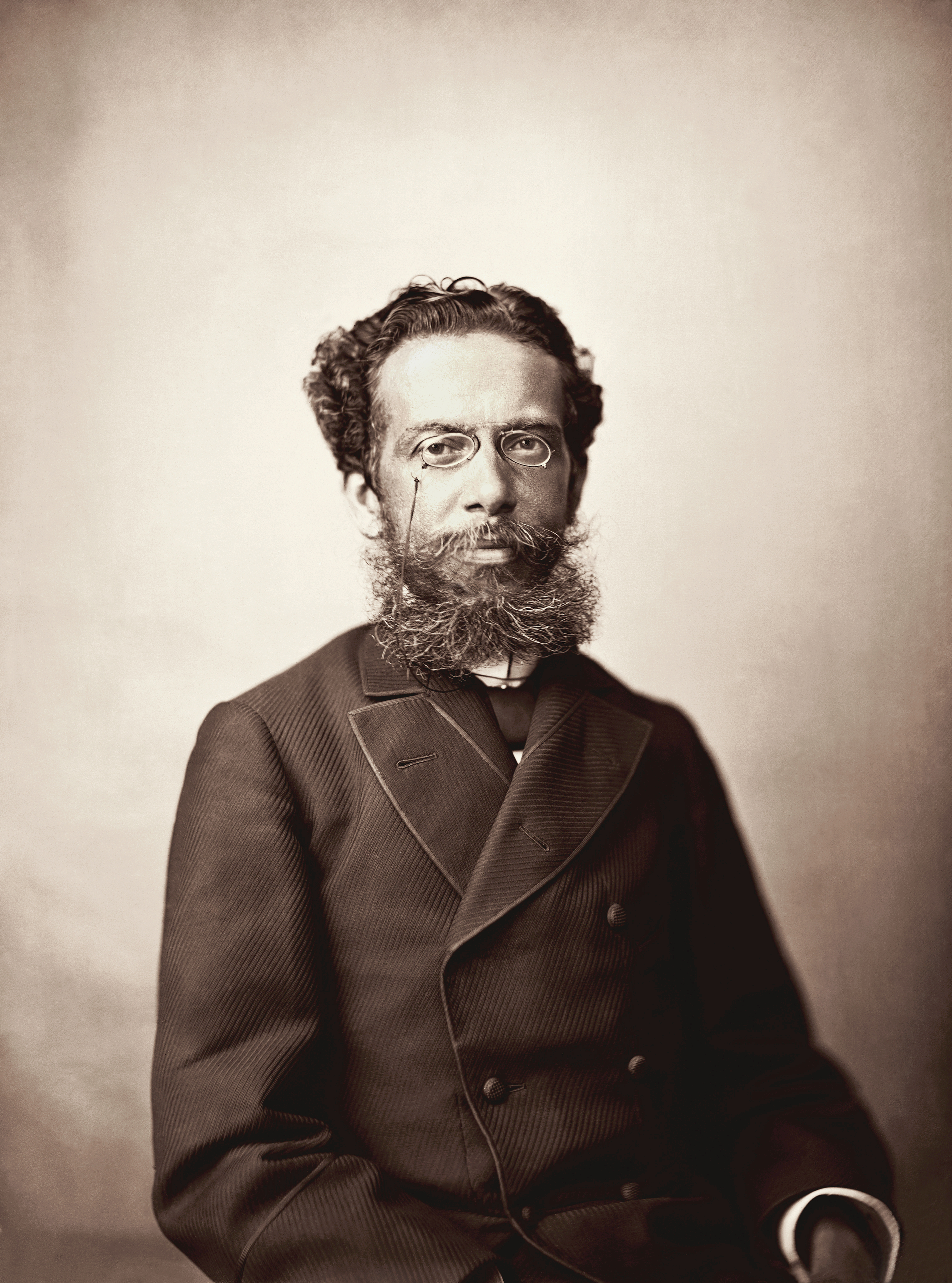
در سال ۱۸۸۰

در سال ۱۸۶۹ با کارولینا آگوستو خاویر د نوائیس که زنی فرهیخته و اهل پرتغال بود آشنا شد و با وجود مخالفت خانوادهٔ کارولینا که با مولاتویی بودن ماشادو مشکل داشتند با وی ازدواج کرد. زندگی این دو در برزیل به عنوان نمونهٔ یک زندگی سعادت‌آمیز شمرده می‌شد.
در سال ۱۸۸۰ نخستین رمان وی که حاصل گرایش ماشادو از رومانتیسم به رئالیسم روانشناختی است منتشر شد. «خاطرات پس از مرگ براس کوباس» بر شهرت ماشادو افزود. فرهنگستان برزیل در سال ۱۸۷۹ به اتفاق آرا او را به ریاست برگزید و ماشادو د آسیس تا سال ۱۹۰۸ که درگذشت در این مقام باقی‌ماند.

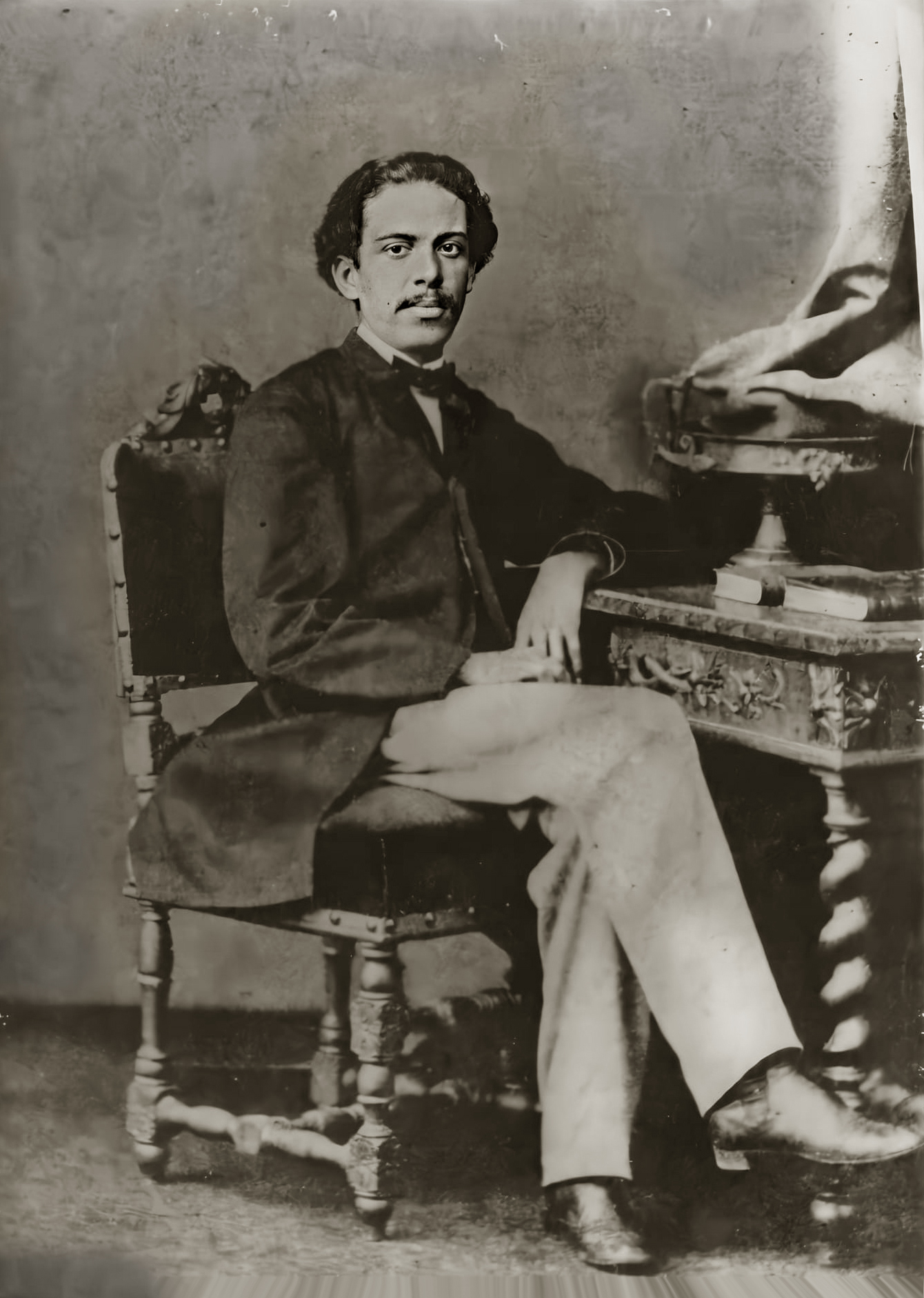
ماشادو د آسیس در سن ۲۵ سالگی.

«ماشادو د آسیس، سال ۱۸۳۹ به دنیا آمد، ۱۷ سال بعد از استقلال برزیل از پرتغال. طبیعی است که وقتی نویسنده شد، یکی از نویسندگان دوره «ملت‌های جدید» شد. اما چیز غیرطبیعی این بود که د آسیس (یا به قول برزیلی‌ها: ماشادو)، بزرگترین نویسنده این عصر هم شد. بزرگ‌ترین نویسنده تاریخ برزیل هم شد. حتی از طرف منتقدی مثل سوزان سونتاگ لقب بزرگ‌ترین نویسنده آمریکای لاتین در همه دوره‌ها و اعصار را هم گرفت.» ماشادو نه فقط بهترین رمان‌های زمان خود که برترین آثار ادبیات برزیل را نوشت، آثاری چون خاطرات پس از مرگ براس کوباس (۱۸۸۰)، کینکاس بوربا (فیلسوف یا سگ؟ -۱۸۹۱)، عشای نیمه شب (۱۸۹۳)، دن کاسمورو (۱۸۹۹)، عیسی و یعقوب (۱۹۰۴). آثاری که مورد تحسین هم مردم هم منتقدان قرار گرفت.
ماشادو د آسیس در روز بیست و نهم سپتامبر ۱۹۰۸، چهار سال پس از فوت همسرش درگذشت.

## جایزه ماشادو د آسیس
این جایزه در سال ۱۹۴۱ توسط فرهنگستان ادبیات برزیل به پاس گرامی‌داشت یک عمر فعالیت ادبی ماشادو د آسیس بنیان نهاده شد و معتبرترین جایزه ادبی برزیل می‌باشد.

## شناختنامهٔ آثار ماشادو د آسیس
«ماشادو با گذشتن از رومانتیسم و ناتورالیسم راهی خاص برگزید و این راهی‌ست که در ادبیات جهان به نام خود او شناخته شده، هرچند تأثیر نویسندگانی چون لارنس استرن و زاویر دْ مستر بر آن انکار ناکردنیست. برخی منتقدان سبک او را رئالیسم روانکاوانه نام نهاده‌اند. داستان‌های ماشادو، خواه از زبان شخص اول باشد یا از زبان سوم شخص راوی، چند ویژگی نمایان دارد. یعنی روایتی است طنزآمیز، آکنده از تمسخر، شکاکانه و در عین حال با این تعمد که ماهیت داستانی روایت را به خواننده گوشزد کند.»

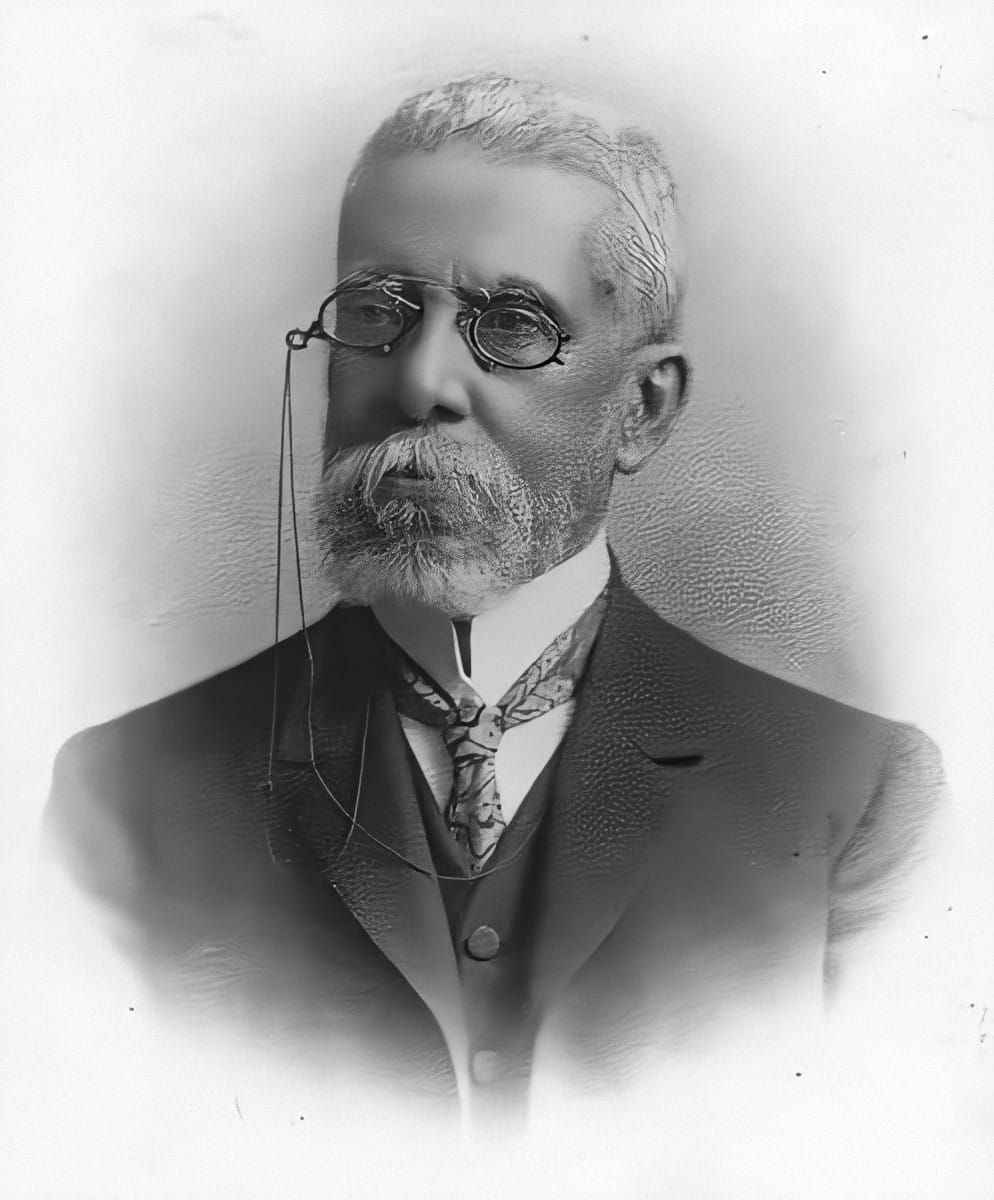
در سال ۱۹۰۷

«دنیای ماشادو سرشار از ابهام و عدم قطعیت است. در هر سه رمان او خواننده با راوی غیرقابل اعتمادی رو به روست. در هر سه رمان راوی وضعیت خاصی دارد که روایت او را از هر جیث آماج تردید می‌کند. او در خاطرات براس کوباس، روای مرده‌است و فارغ از داوری زندگان و از جایگاهی فراتر از ایشان زندگی خود را روایت می‌کند. در دن کاسمورو راوی اعتراف می‌کند که حافظه‌اش چنان‌که باید یاری‌اش نمی‌کند و در کینکاس بوربا قهرمان داستان گرفتار نوعی جنون است. بدین سال ماشادو هرگونه قطعیت را از رئالیسم خود می‌زداید.»

## برخی از آثار ماشادو د آسیس
- روانکاو و داستان‌های دیگر، ماشادو د آسیس، عبدالله کوثری، انتشارات لوح فکر، ۱۳۸۲
- خاطرات پس از مرگ براس کوباس، ماشادو د آسیس، عبدالله کوثری، انتشارات مروارید، ۱۳۸۲
- دن کاسمورو، ماشادو د آسیس، عبدالله کوثری، انتشارات نی، ۱۳۸۹
- کینکاس بوربا، ماشادو و آسیس، عبدالله کوثری، انتشارات نی
- ۱۸۶۰ - پیش بند امروز، دستکش فردا (نمایشنامه)
- ۱۸۶۱- افسون زدایی (نمایشنامه)
- هلنا، ترجمه مهدی آقا محمد زنجانی، انتشارات کتاب پارسه، 1398